# Sušany
Sušany (německy Zuscha) jsou malá vesnice a část obce Strupčice v okrese Chomutov v Ústeckém kraji. Nachází se asi deset kilometrů východně od Chomutova a 3,5 kilometru jihovýchodně od Strupčic.
Sušany stojí v zemědělské krajině Mostecké pánve. Vesnice je doložena ve druhé polovině dvanáctého století. Po většinu doby bývala rozdělena mezi více majitelů, k niž patřili postoloprtský klášter, mostecký hrad, žatečtí měšťané a další. Hlavním zdrojem obživy obyvatel bývalo zemědělství. Pěstovala se zejména pšenice, žito, později také cukrová řepa a významnou úlohu hrál chov dobytka. Ve druhé polovině devatenáctého století byl otevřen malý hnědouhelný důl. Po druhé světové válce byli vysídleni obyvatelé německého původu, ale do vyprázdněné vesnice se přistěhovali volyňští Češi.

## Název
Název vesnice je odvozen ze spojení ves sušanů, tj. lidí, kteří bydlí na suchém místě (s nedostatkem vody). V historických pramenech se jméno vesnice vyskytuje ve tvarech: Zussan (1175), de Zuschan (1281), Sussan (1369), Sussany (1384), in villa Susschanech (1393), in Sussan (1417), ve vsi Sussanech (1585), Zuscha (1787) nebo Zuscha a Tschuscha (1846).

## Historie
První písemná zmínka o Sušanech pochází z roku 1175. Vesnice tedy patří k nejstarším sídlům na Chomutovsku, čemuž nasvědčuje také původní půdorysné uspořádání ve tvaru okrouhlice. Podruhé byla vesnice zmíněna v přídomku Petra ze Sušan, který svědčil, když Chotěbor z Račic věnoval svůj majetek řádu německých rytířů z chomutovské komendy.

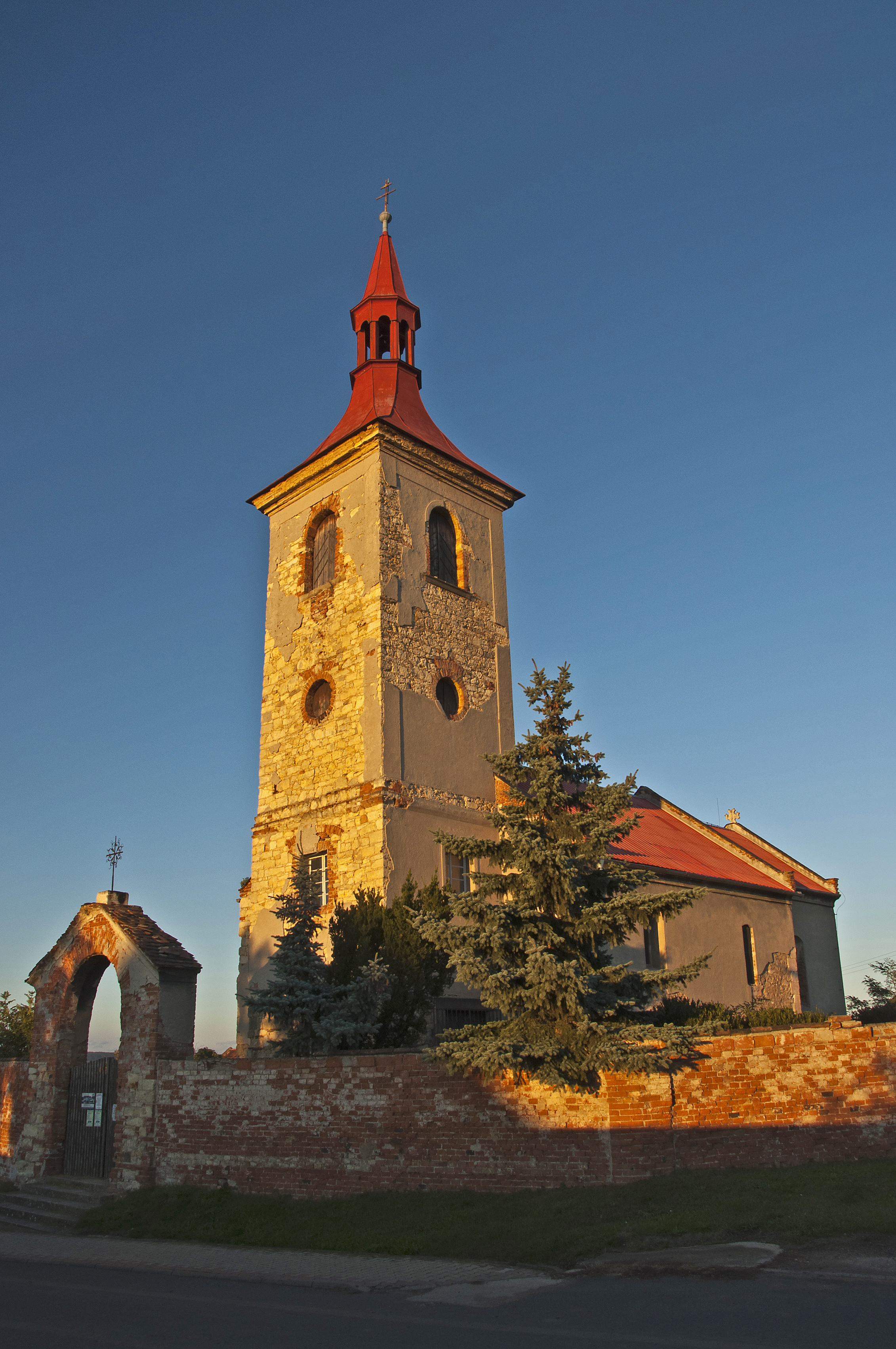
Kostel svatého Marka

Po polovině čtrnáctého století byly Sušany rozděleny mezi několik majitelů. Jedním z nich, a zároveň patronem kostela svatého Marka, byl Bernard z Vildenfensu. Část vsi patřila k mosteckému hradu a část klášteru Porta Apostolorum. V průběhu patnáctého století vlastnili jednotlivé usedlosti také žatečtí měšťané, ale většina vsi patřila kláternímu postoloprtskému panství. Po zániku kláštera se větší části jeho majetku zmocnilo město Louny, ale Sušany od krále Zikmunda získal za prokázané služby Petr ze Šternberka. Šternberkům potom Sušany patřily téměř až do poloviny sedmnáctého století.

### Po třicetileté válce
Po třicetileté válce byla vesnice v dobrém stavu. Podle berní ruly z roku 1654 patřila k blažimskému panství Václava Michny z Vacínova. Žilo zde jedenáct sedláků, čtrnáct chalupníků a jedna žena bez majetku. Nejbohatší sedlák obdělával 150 strychů půdy, měl osm potahů, devět krav, šest jalovic, 59 ovcí, patnáct prasat a čtyři kozy. Pozemky zbývajících sedláků měřily okolo padesáti strychů. Celkem měli třicet potahů, sedmnáct krav, osmnáct jalovic, 27 obcí, 41 prasat a jednu kozu. Chudší chalupníci, z nichž šest mělo pusté chalupy, vlastnili celkem devět potahů, čtrnáct krav, deset jalovic, dvě ovce, šestnáct prasat a jednu kozu. Jeden z nich se živil jako krejčí a další měl hospodu. Hlavním zdrojem obživy byl chov dobytka a pěstování pšenice a žita.
Od roku 1672 patřila většina vesnice k postoloprtskému panství, ale tři domy podléhaly mostecké vrchnosti, která je spravovala prostřednictvím svého slatinického statku. Už v té době ve vsi bývala škola, ale zdejší učitel střídavě vyučoval také v Blažimi a Nehasicích.
Od poloviny devatenáctého století do jeho šedesátých až sedmdesátých let zde byl K. Woworskou otevřen hnědouhelný důl Antonín Alžběta, ve kterém se těžilo 100–150 tun uhlí ročně. Přesto charakter vesnice zůstával koncem devatenáctého století převážně zemědělský. Pěstovaly se obiloviny, brambory, zelenina a od roku 1881 také cukrová řepa, kterou pěstitelé dodávali do havraňského cukrovaru. Významný byl také chov koní, hus a skotu. Mléčné výrobky se prodávaly v Chomutově. Fungoval zde velký hostinec a koloniál. Z řemeslníků bývali k dispozici kovář, krejčí, švec, sedlář, klempíř, zedník a truhlář.

### Moderní dějiny

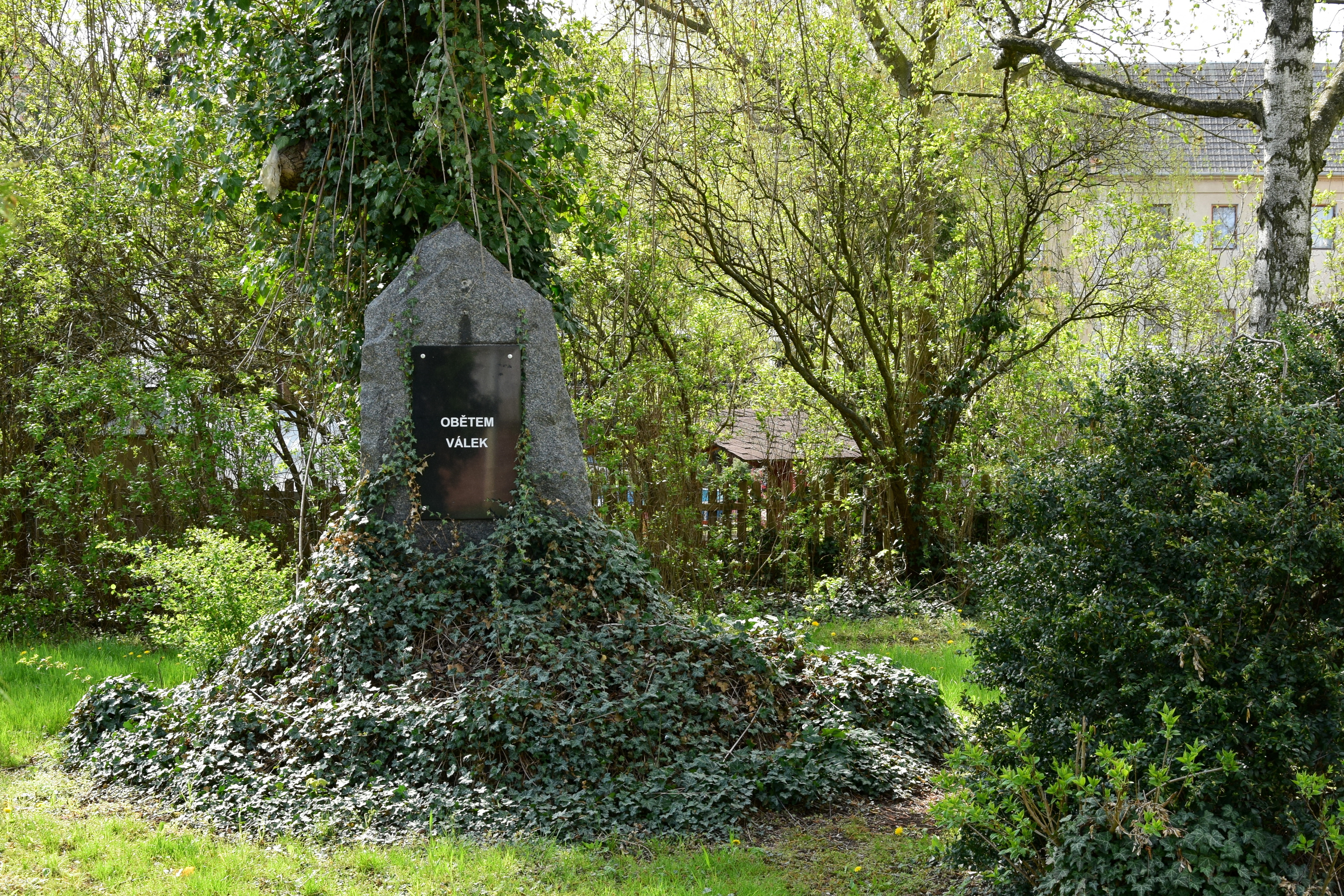
Pomník obětem válek

K elektrické rozvodné síti kadaňské elektrárny byly Sušany připojeny roku 1926. Přibližně ve stejné době byl postaven vodovod, který přiváděl vodu od Pyšné do sušanského vodojemu o objemu 30 m³. V období první republiky se do vsi přistěhovali první Čechoslováci, ale většina obyvatel zůstávala německá. Němečtí vojáci, kteří Sušany 10. října 1938 obsadili, byli nadšeně vítáni. Během druhé světové války byl v usedlosti čp. 1 zřízen zajatecký tábor pro zajatce z Francie, kteří pracovali na zdejších polích. Po osvobození Rudou armádou dne 8. května 1945 byla část obyvatel odvezena na práci ve vnitrozemí Čech. Ostatní byli shromážděni v Chomutově a odsunuti do Německa. Prázdné usedlosti získali volyňští Češi, kteří se vrátili z Ukrajiny, ale i tak se počet obyvatel snížil oproti předválečnému stavu asi o třetinu.
Po roce 1948 bylo v Sušanech založeno jednotné zemědělské družstvo, které samostatně hospodařilo až do roku 1975 a od 1. ledna 1976 se sloučilo s družstvem ve Strupčicích. Družstvo vybudovalo zemědělský areál na východním okraji vsi, jehož součástí byly drůbežárna, kravín a vepřín. Po roce 1990 byl areál opuštěn.
Ve druhé polovině dvacátého století řada usedlostí ve vsi zchátrala. Přesto se Sušany měly výrazně rozrůst, protože v roce 1989 byl schválen územní projekt sídelního útvaru Sušany, který počítal s tím, že se do vsi přistěhují lidé ze Strupčic a Okořína, které měly ustoupit rozšiřování Lomu Jan Šverma. Rozsáhlejší obnova vsi proběhla až v letech 1998 a 1999, kdy byla opravena vodovodní síť, silnice a proběhla plynofikace.

## Přírodní poměry
Sušany stojí ve stejnojmenném katastrálním území o rozloze 7,77 km², v němž se nachází i sousední Hošnice. Geologické podloží tvoří terciérní sedimentární horniny: spraše, písky, písčité jíly, jíly s výskytem uhelných slojí a jílovitého uhlí. Okolní krajina je součástí Mostecké pánve, konkrétně jejího okrsku Jirkovská pánev. Nadmořská výška území se pohybuje v rozmezí přibližně 270–300 metrů. Vesnice stojí v mělkém údolí drobného Sušanského potoka, který se severně od Saběnic vlévá do Srpiny. Půdní pokryv tvoří převážně různé druhy černozemí, ostrůvkovitě se objevují smonice a podél potoka černice.
V rámci Quittovy klasifikace podnebí se celé území nachází v teplé oblasti T2, pro kterou jsou typické průměrné teploty −2 až −3 °C v lednu a 18–19 °C v červenci. Roční úhrn srážek dosahuje 550–700 milimetrů, počet letních dnů je 50–60, počet mrazových dnů se pohybuje mezi 100 až 110.

## Obyvatelstvo
Při sčítání lidu v roce 1921 zde žilo 221 obyvatel (z toho 110 mužů), z nichž byli tři Čechoslováci a 218 Němců. Všichni patřili k římskokatolické církvi. Podle sčítání lidu z roku 1930 měla vesnice 223 obyvatel, kteří byli s výjimkou dvou Čechoslováků německé národnosti. Kromě jednoho člověka bez vyznání se hlásili k římskokatolická církvi.
|                                                                 | 1869 | 1880 | 1890 | 1900 | 1910 | 1921 | 1930 | 1950 | 1961 | 1970 | 1980 | 1991 | 2001 | 2011 | 2021 |
| --------------------------------------------------------------- | ---- | ---- | ---- | ---- | ---- | ---- | ---- | ---- | ---- | ---- | ---- | ---- | ---- | ---- | ---- |
| Obyvatelé                                                       | 218  | 245  | 224  | 225  | 248  | 221  | 223  | 141  | 126  | 88   | 80   | 56   | 64   | 53   | 64   |
| Domy                                                            | 40   | 40   | 41   | 40   | 43   | 39   | 41   | 44   | 51   | 27   | 27   | 31   | 35   | 45   | 28   |
| Počet domů z roku 1961 je zahrnut v celkovém počtu domů Hošnic. |      |      |      |      |      |      |      |      |      |      |      |      |      |      |      |

## Obecní správa a politika
Roku 1850 se Sušany staly samostatnou obcí, kterou zůstaly až do 30. dubna 1976 a od 1. května 1971 jsou částí obce Strupčice.
Při volbách do obecních zastupitelstev konaných 22. května 1938 v Sušanech žilo 143 voličů. Volby však neproběhly, protože kandidátní listinu podala pouze Sudetoněmecká strana, která se tak automaticky stala vítězem voleb.

## Doprava
Podél severního okraje vesnice vede silnice II/251 z Jirkova směrem k Postoloprtům a silnice III/25115 spojuje Sušany se Škrlí. Na návsi stojí autobusová zastávka. Železniční spojení vesnice nemá.

## Pamětihodnosti

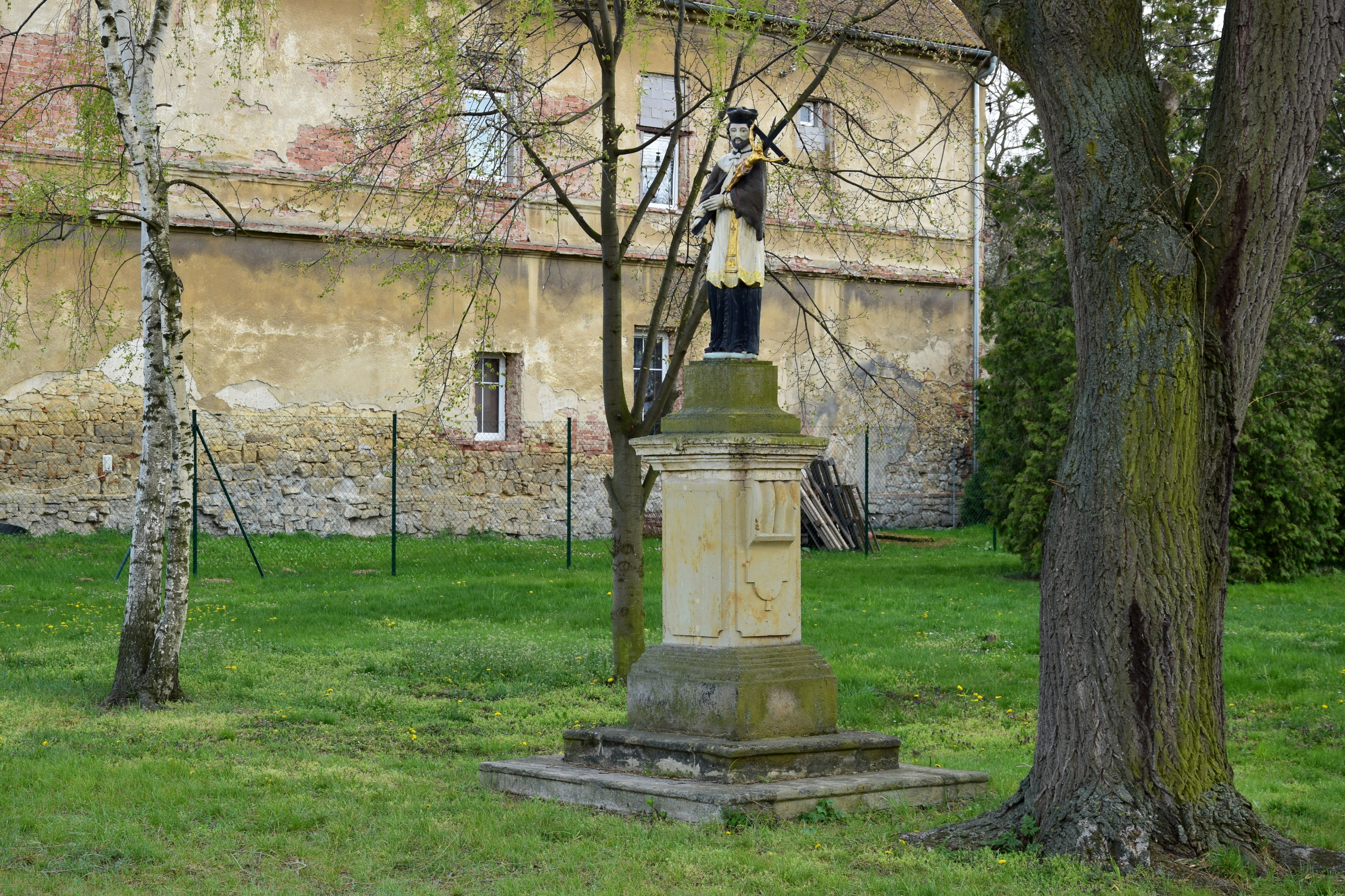
Socha svatého Jana Nepomuckého na návsi

- Dominantou vesnice je barokně upravený kostel svatého Marka původně ze 14. století.
- Na návsi stojí polychromovaná socha svatého Jana Nepomuckého z roku 1791.[24]